# Fusån
Fusån är en sjö i Älvdalens kommun i Dalarna och ingår i Dalälvens huvudavrinningsområde. Sjön har en area på 0,22 kvadratkilometer och ligger 451,1 meter över havet.

## Delavrinningsområde
Fusån ingår i det delavrinningsområde (681830-136341) som SMHI kallar för Utloppet av Ransi. Medelhöjden är 461 meter över havet och ytan är 27,72 kvadratkilometer. Räknas de 15 avrinningsområdena uppströms in blir den ackumulerade arean 196,52 kvadratkilometer. Horrmundsvallen (Björnån) som avvattnar avrinningsområdet har biflödesordning 3, vilket innebär att vattnet flödar genom totalt 3 vattendrag innan det når havet efter 495 kilometer. Avrinningsområdet består mestadels av skog (38 procent) och sankmarker (45 procent). Avrinningsområdet har 4,5 kvadratkilometer vattenytor vilket ger det en sjöprocent på 16,2 procent.